# Bild
Bild je německý bulvární deník založený roku 1952 nakladatelstvím Axel Springer SE. První výtisk vyšel 24. června zmiňovaného roku. Bild se brzy po založení stal nejčetnějšími novinami v Německu a zanedlouho i v Evropě. Např. v dubnu 2019 byl průměrný denní počet výtisků téměř 1,2 miliónu, čtyřnásobně víc, než počet výtisků druhého nejvydávanějšího deníku Süddeutsche Zeitung. Každý den jsou vytištěny cca 2 miliony výtisků. Sídlo novin bylo až do roku 2008 v Hamburku, v březnu toho roku se přesunulo do Berlína.

## Šéfredaktoři
| Roky                      | Šéfredaktor                                                |
| ------------------------- | ---------------------------------------------------------- |
| 1952                      | Rolf von Bargen                                            |
| 1952–1958                 | Rudolf Michael                                             |
| 1958–1960                 | Oskar Bezold                                               |
| 1960–1962                 | Karl-Heinz Hagen                                           |
| 1961–1971                 | Peter Boenisch                                             |
| 1971–1980                 | Günter Prinz                                               |
| 1981–1988                 | Horst Fust                                                 |
| 1988–1989                 | Werner Rudi                                                |
| 1989–1991                 | Peter Bartels                                              |
| 1989–1992                 | Hans-Hermann Tiedje                                        |
| 1992–1997                 | Claus Larass                                               |
| 1998–2000                 | Udo Röbel                                                  |
| 2001–2015                 | Kai Diekmann                                               |
| 2016 – březen 2018        | Tanit Koch                                                 |
| březen 2018 – březen 2021 | Julian Reichelt                                            |
| březen 2021 – říjen 2021  | Julian Reichelt, Alexandra Würzbach                        |
| od října 2021             | Johannes Boie (předseda), Alexandra Würzbach, Claus Strunz |

V říjnu 2021 byl pod nátlakem veřejnosti sesazen vlivný pravicově zaměřený šéfredaktor deníku Bild Julian Reichelt. Důvodem byly jeho sexuální vztahy s podřízenými ženami, při kterých Reichelt údajně využíval své postavení.